# 花锦藓属
花锦藓属（学名：Chionostomum）为锦藓科的一个属。

## 物种
本属包括以下物种：
- 海南花锦藓 Chionostomum hainanensis
- 花锦藓 Chionostomum rostratum